# Dermestes talpinus
Dermestes talpinus är en skalbaggsart som beskrevs av Mannerheim 1843. Dermestes talpinus ingår i släktet Dermestes och familjen ängrar. Inga underarter finns listade i Catalogue of Life.